# Herzele
Herzele é um município situado na província belga situado no distrito de Aalst,  província de Flandres Oriental. O município é constituído pelas vilas de Borsbeke, Hillegem, Ressegem, Sint-Antelinks, Sint-Lievens-Esse, Steenhuize-Wijnhuize e Woubrechtegem. Em 1 de Janeiro de 2006, o município de Herzele tinha uma população de  16.709 habitantes área de  47,40 km² e uma densidade populacional de  353 habitantes po km². O actual presidente da câmara é Johan Van Tittelboom, do VLD (Partido Liberal).